# Großer Preis des Pazifiks 1995
Der Große Preis des Pazifiks 1995 (offiziell II Pacific Grand Prix) fand am 22. Oktober auf dem Tanaka International Circuit in Mimasaka statt und war das 15. Rennen der Formel-1-Weltmeisterschaft 1995. Michael Schumacher gewann seinen zweiten Weltmeistertitel.

## Berichte

### Hintergrund
Nach dem Großen Preis von Europa führte Schumacher in der Fahrerwertung mit 27 Punkten vor Damon Hill und mit 39 Punkten vor David Coulthard. Für die verbleibenden drei Rennen standen maximal 30 Punkte zur Verfügung, womit nur noch Schumacher und Hill noch den Titel gewinnen konnten. Schumacher benötigte einen vierten Platz, um Fahrermeister zu werden, denn selbst wenn Hill gewann, würde Schumacher zwei Rennen vor Schluss mehr als 20 Punkte vor Hill liegen. In der Konstrukteurswertung führte Benetton-Renault mit 20 Punkten vor Williams-Renault und mit 44 Punkten vor Ferrari.
Das Rennen, das ursprünglich als drittes Rennen der Saison am 16. April 1995 stattfinden sollte, wurde auf Oktober verschoben, da die örtliche Infrastruktur und die Kommunikation durch das große Hanshin-Erdbeben schwer beschädigt wurden.
Vor dem Rennwochenende gab es insgesamt fünf Fahrerwechsel: Martin Brundle saß seit dem zehnten Rennen der Saison in Deutschland in einem der beiden Ligier-Autos und wurde wieder durch Aguri Suzuki ersetzt. Jan Magnussen wurde bei McLaren vom Testfahrer hochgezogen um Mika Häkkinen zu ersetzen, da der Finne wegen einer Blinddarmentzündung operiert wurde. Der dritte Fahrerwechsel war Ukyō Katayamas Rückkehr zu Tyrrell, nachdem er den Großen Preis von Europa aufgrund eines Unfalls beim Großen Preis von Portugal verpasst hatte und von Gabriele Tarquini ersetzt wurde. Gianni Morbidelli kehrte als Ersatz für Massimiliano Papis zum Footwork-Team zurück, während bei Pacific Bertrand Gachot als Ersatz für Jean-Denis Delétraz zurückkehrte, beide Männer waren zu Beginn der Saison für diese Teams gefahren. Delétraz wurde ersetzt, da er dem Pacific-Team keine vereinbarten Ratenzahlungen geleistet hatte. Pacific hatte ursprünglich vorgehabt, den lokalen Fahrer Katsumi Yamamoto anstelle von Delétraz einzusetzen, doch ihm wurde keine FIA-Superlizenz erteilt. Ebenso scheiterten die Pläne des Forti-Teams, Roberto Moreno durch Hideki Noda zu ersetzen, aus demselben Grund, obwohl Noda im Vorjahr drei Grands Prix für das Larrousse-Team fuhr.
Williams war aufgrund der Beschaffenheit der Strecke der Favorit auf den Sieg – der Williams FW17 war besser für Strecken mit hohem Abtrieb wie Aida geeignet und hatte daher einen Vorteil gegenüber Benetton. Um das Tempo der Williams-Autos zu erreichen, führte Benetton für das Rennen eine überarbeitete Hinterradaufhängungsgeometrie am Benetton B195 ein.
Mit Schumacher (einmal) trat der bisher einzige ehemaliger Sieger zu diesem Grand Prix an.

### Training
Vor dem Rennen fanden zwei Trainingseinheiten statt: Die erste am Freitagmorgen und die zweite am Samstagmorgen.
Das erste freie Training am Freitagmorgen gewann Schumacher mit einer Zeit von 1:16,057 Minuten vor Hill und Coulthard.
Im zweiten freien Training am Samstagmorgen war dann Coulthard mit einer Zeit von 1:15,730 Minuten der Schnellste vor Hill und Jean Alesi im Ferrari.

### Qualifying
Das Qualifying fand in zwei Abschnitten statt, die jeweils beste Zeit entschied über die Startposition.
Im ersten Qualifyingsegment (Q1) war Coulthard mit einer Zeit von 1:14,182 Minuten der Schnellste vor Hill und Schumacher. Im zweiten Qualifyingsegment (Q2) blieb die Reihenfolge der ersten Drei unverändert. Die Pole-Position sicherte sich somit Coulthard. Für Coulthard war es die vierte der Saison und seiner Karriere.

### Warm-Up
Die Fahrer gingen am Sonntagmorgen zu einer 30-minütigen Aufwärmsitzung auf die Strecke. Coulthard war mit einer Zeit von 1:16,831 Minuten der Schnellste vor Jean-Christophe Boullion im Sauber und Hill.

### Rennen
Die Bedingungen für das Rennen waren trocken mit einer Lufttemperatur von 21 °C. Coulthard behielt beim Start die Führung bis in die erste Kurve. Hill, der neben Coulthard startete, hatte einen schlechten Start. Schumacher versuchte in der ersten Kurve, Hill außen zu überholen, aber Hill hielt dagegen. Dabei kamen beide Fahrer von der Ideallinie ab und Alesi rückte auf den zweiten Platz vor. Am Ende der ersten Runde lag Coulthard mit 2,8 Sekunden Vorsprung vor Alesi, Hill lag weitere drei Zehntel zurück. Berger war Vierter, Schumacher Fünfter. Gachot schied in der zweiten Runde als erster Fahrer mit einem Getriebeproblem aus. Ihm folgten Suzuki und Boullion, die beide von der Strecke abkamen und nicht mehr weiterfahren konnten. Schumacher überholte Berger in Runde fünf und begann sofort auf Hill aufzuschließen, der selbst nur wenige Zehntel hinter Alesi lag. Schumacher versuchte in Runde 11 in der Haarnadelkurve an Hill vorbeizukommen und sich den dritten Platz zu sichern, aber Hill hielt erneut dagegen. Da Hill und Schumacher von den langsameren Ferrari-Autos aufgehalten wurden, zog Coulthard in den ersten acht Runden um mehr als eine Sekunde pro Runde davon. In Runde 18 betrug Coulthards Vorsprung auf den zweiten Platz 14 Sekunden und es schien, als würde er das Rennen souverän gewinnen.
Alesi, Hill und Schumacher gingen in Runde 18 alle zu ihrem ersten von drei Stopps an der Box. Die Benetton-Boxencrew legte für Schumacher einen kurzen Stopp ein, sodass er vor Alesi und Hill zurück auf die Strecke kam. Hill verlor zusätzliche Zeit durch ein klemmendes Tankventil, wodurch sein Stopp fast doppelt so lange dauerte wie der von Schumacher. Während Alesi und Hill von den langsameren Fahrzeugen mit Zwei-Stopp-Strategien an der Spitze aufgehalten wurden, zog Schumacher davon und näherte sich Coulthard. Blundell machte in der nächsten Runde einen Boxenstopp und Hill überholte Frentzen in Runde 22. In der folgenden Runde überholte Alesi Irvine in der Haarnadelkurve. Hill versuchte an Alesi dranzubleiben, allerdings traf sein Frontflügel beim Überholen das Heck von Irvines Auto und verursachte geringfügigen Schaden. Irvine legte am Ende der 25. Runde einen Boxenstopp ein, sodass Hill seine Verfolgungsjagd auf Alesi nun ungehindert fortsetzen konnte. Wie sein Teamkollege sollte Coulthard drei Stopps einlegen, aber seine Boxenstrategie wurde dahingehend geändert, nur zwei zu machen, indem er sechs Runden länger draußen blieb als ursprünglich geplant und dann bei seinem ersten Stopp in Runde 24 mehr Kraftstoff mitnahm als zunächst geplant. Als Folge der geringeren Treibstoffbelastung für Schumacher aufgrund der unterschiedlichen Strategien begann Schumacher, konstant schnellere Runden zu fahren als der Schotte.
Schumacher machte seinen zweiten Stopp in Runde 38 und kam knapp vor dem drittplatzierten Alesi aus der Boxengasse, aber über zwanzig Sekunden hinter Coulthard. Schumacher begann sofort, die schnellsten Runden zu fahren und näherte sich erneut Coulthard. Bei ihren zweiten Boxenstopps in den Runden 38 und 39 gelang es Hill, vor Alesi auf den dritten Platz vorzurücken. Der Ferrari von Alesi fiel dann weiter zurück, als Teamkollege Berger ihn in Runde 45 in der Haarnadelkurve überholte und den vierten Platz belegte. Coulthard machte seinen zweiten und letzten Stopp für neue Reifen in Runde 49. Er kam 14 Sekunden hinter Schumacher auf die Strecke zurück. Coulthard war nach dem Stopp nicht in der Lage, den Leistungsvorteil der neuen Reifen zu nutzen, da ihm der Überrundungsverkehr im Weg stand. Der Deutsche machte seinen dritten und letzten Boxenstopp in Runde 60 mit einem Vorsprung von 21 Sekunden und kam vor Coulthard auf die Strecke zurück. Er führte nun Boxenstoppbereinigt das Rennen an. Schumacher vergrößerte den Vorsprung auf 15 Sekunden und gewann das Rennen nach 83 Runden und sicherte sich damit seinen achten Saisonsieg und den zweiten Weltmeistertitel. Er wurde der jüngste zweifache Fahrer-Champion in der Geschichte der Formel 1. Coulthard wurde Zweiter, 14 Sekunden hinter Schumacher und sein Teamkollege Hill wurde Dritter. Die Ferrari-Autos von Berger und Alesi lagen auf den Plätzen vier und fünf. Berger litt während des gesamten Rennens unter einer Fehlzündung des Motors. Den letzten Punkt holte Herbert als Sechster für Benetton vor Frentzen, Panis und Blundell.
Nach dem Rennen stellte sich heraus, dass Schumacher nach seinem letzten Stopp ein Problem beim Herunterschalten hatte und dass er Glück hatte, die letzte Runde zu beenden, da Warnleuchten an seinem Lenkrad aktiviert wurden.
Das Rennen 1995 war das letzte, das auf der Rennstrecke von Aida ausgetragen wurde, und das letzte Formel-1-Rennen, das bisher unter dem Banner des Pacific Grand Prix ausgetragen wurde, da der Manager des TI Circuit nicht in der Lage war, den Austragungsort finanziell profitabel zu halten.
Sowohl in der Fahrer- als auch in der Konstrukteurswertung blieben die ersten drei Positionen unverändert.

## Meldeliste
| Team                      | Nr. | Fahrer                   | Chassis         | Motor                 | Reifen |
| ------------------------- | --- | ------------------------ | --------------- | --------------------- | ------ |
| Mild Seven Benetton Ford  | 01  | Michael Schumacher       | Benetton B195   | Renault 3.0 V10       | G      |
| Mild Seven Benetton Ford  | 02  | Johnny Herbert           | Benetton B195   | Renault 3.0 V10       | G      |
| Nokia Tyrrell Yamaha      | 03  | Ukyō Katayama            | Tyrrell 023     | Yamaha 3.0 V10        | G      |
| Nokia Tyrrell Yamaha      | 04  | Mika Salo                | Tyrrell 023     | Yamaha 3.0 V10        | G      |
| Rothmans Williams Renault | 05  | Damon Hill               | Williams FW17   | Renault 3.0 V10       | G      |
| Rothmans Williams Renault | 06  | David Coulthard          | Williams FW17   | Renault 3.0 V10       | G      |
| Marlboro McLaren Mercedes | 07  | Mark Blundell            | McLaren MP4/10B | Mercedes-Benz 3.0 V10 | G      |
| Marlboro McLaren Mercedes | 08  | Jan Magnussen            | McLaren MP4/10B | Mercedes-Benz 3.0 V10 | G      |
| Footwork Hart             | 09  | Gianni Morbidelli        | Footwork FA16   | Hart 3.0 V8           | G      |
| Footwork Hart             | 10  | Taki Inoue               | Footwork FA16   | Hart 3.0 V8           | G      |
| Total Jordan Peugeot      | 14  | Rubens Barrichello       | Jordan 195      | Peugeot 3.0 V10       | G      |
| Total Jordan Peugeot      | 15  | Eddie Irvine             | Jordan 195      | Peugeot 3.0 V10       | G      |
| Pacific Grand Prix Ltd    | 16  | Bertrand Gachot          | Pacific PR02    | Ford ED 3.0 V8        | G      |
| Pacific Grand Prix Ltd    | 17  | Andrea Montermini        | Pacific PR02    | Ford ED 3.0 V8        | G      |
| Parmalat Forti Ford       | 21  | Pedro Diniz              | Forti FG01      | Ford ED 3.0 V8        | G      |
| Parmalat Forti Ford       | 22  | Roberto Moreno           | Forti FG01      | Ford ED 3.0 V8        | G      |
| Minardi Scuderia Italia   | 23  | Pedro Lamy               | Minardi M195    | Ford EDM 3.0 V8       | G      |
| Minardi Scuderia Italia   | 24  | Luca Badoer              | Minardi M195    | Ford EDM 3.0 V8       | G      |
| Ligier Gitanes Blondes    | 25  | Aguri Suzuki             | Ligier JS41     | Mugen-Honda 3.0 V10   | G      |
| Ligier Gitanes Blondes    | 26  | Olivier Panis            | Ligier JS41     | Mugen-Honda 3.0 V10   | G      |
| Scuderia Ferrari SpA      | 27  | Jean Alesi               | Ferrari 412T2   | Ferrari 3.0 V12       | G      |
| Scuderia Ferrari SpA      | 28  | Gerhard Berger           | Ferrari 412T2   | Ferrari 3.0 V12       | G      |
| Red Bull Sauber Ford      | 29  | Jean-Christophe Boullion | Sauber C14      | Ford Zetec-R 3.0 V8   | G      |
| Red Bull Sauber Ford      | 30  | Heinz-Harald Frentzen    | Sauber C14      | Ford Zetec-R 3.0 V8   | G      |

## Klassifikationen

### Qualifying
| Pos. | Fahrer                   | Konstrukteur       | Q1       | Q2       | Start |
| ---- | ------------------------ | ------------------ | -------- | -------- | ----- |
| 01   | David Coulthard          | Williams-Renault   | 1:14,182 | 1:14,013 | 01    |
| 02   | Damon Hill               | Williams-Renault   | 1:14,289 | 1:14,213 | 02    |
| 03   | Michael Schumacher       | Benetton-Renault   | 1:14,524 | 1:14,284 | 03    |
| 04   | Jean Alesi               | Ferrari            | 1:14,919 | 1:15,131 | 04    |
| 05   | Gerhard Berger           | Ferrari            | 1:14,974 | 1:15,125 | 05    |
| 06   | Eddie Irvine             | Jordan-Peugeot     | 1:15,696 | 1:15,354 | 06    |
| 07   | Johnny Herbert           | Benetton-Renault   | 1:15,561 | 1:15,556 | 07    |
| 08   | Heinz-Harald Frentzen    | Sauber-Ford        | 1:15,942 | 1:15,561 | 08    |
| 09   | Olivier Panis            | Ligier-Mugen-Honda | 1:17,071 | 1:15,621 | 09    |
| 10   | Mark Blundell            | McLaren-Mercedes   | 1:15,652 | 1:16,166 | 10    |
| 11   | Rubens Barrichello       | Jordan-Peugeot     | 1:16,263 | 1:15,774 | 11    |
| 12   | Jan Magnussen            | McLaren-Mercedes   | 1:16,339 | 1:16,368 | 12    |
| 13   | Aguri Suzuki             | Ligier-Mugen-Honda | 1:17,019 | 1:16,519 | 13    |
| 14   | Pedro Lamy               | Minardi-Ford       | 1:17,224 | 1:16,596 | 14    |
| 15   | Jean-Christophe Boullion | Sauber-Ford        | 1:16,646 | 1:23,791 | 15    |
| 16   | Luca Badoer              | Minardi-Ford       | 1:17,612 | 1:16,887 | 16    |
| 17   | Ukyō Katayama            | Tyrrell-Yamaha     | 1:17,265 | 1:17,014 | 17    |
| 18   | Mika Salo                | Tyrrell-Yamaha     | 1:17,213 | 1:17,235 | 18    |
| 19   | Gianni Morbidelli        | Footwork-Hart      | 1:18,288 | 1:18,114 | 19    |
| 20   | Taki Inoue               | Footwork-Hart      | 1:19,471 | 1:18,212 | 20    |
| 21   | Pedro Diniz              | Forti-Ford         | 1:20,555 | 1:19,579 | 21    |
| 22   | Roberto Moreno           | Forti-Ford         | 1:19,745 | 1:19,779 | 22    |
| 23   | Andrea Montermini        | Pacific-Ford       | 1:22,096 | 1:20,093 | 23    |
| 24   | Bertrand Gachot          | Pacific-Ford       | 1:22,710 | 1:21,405 | 24    |

### Rennen
| Pos. | Fahrer                   | Konstrukteur       | Runden | Stopps | Zeit        | Start | Schnellste Runde |
| ---- | ------------------------ | ------------------ | ------ | ------ | ----------- | ----- | ---------------- |
| 01   | Michael Schumacher       | Benetton-Renault   | 83     | 3      | 1:48:49,972 | 03    | 1:16,374 (40.)   |
| 02   | David Coulthard          | Williams-Renault   | 83     | 2      | + 14,920    | 01    | 1:16,674 (04.)   |
| 03   | Damon Hill               | Williams-Renault   | 83     | 3      | + 48,333    | 02    | 1:16,444 (72.)   |
| 04   | Gerhard Berger           | Ferrari            | 82     | 3      | + 1 Runde   | 05    | 1:17,795 (63.)   |
| 05   | Jean Alesi               | Ferrari            | 82     | 3      | + 1 Runde   | 04    | 1:17,854 (08.)   |
| 06   | Johnny Herbert           | Benetton-Renault   | 82     | 3      | + 1 Runde   | 07    | 1:18,164 (65.)   |
| 07   | Heinz-Harald Frentzen    | Sauber-Ford        | 82     | 2      | + 1 Runde   | 08    | 1:17,913 (56.)   |
| 08   | Olivier Panis            | Ligier-Mugen-Honda | 81     | 2      | + 2 Runden  | 09    | 1:18,335 (29.)   |
| 09   | Mark Blundell            | McLaren-Mercedes   | 81     | 3      | + 2 Runden  | 10    | 1:18,983 (46.)   |
| 10   | Jan Magnussen            | McLaren-Mercedes   | 81     | 3      | + 2 Runden  | 12    | 1:18,631 (68.)   |
| 11   | Eddie Irvine             | Jordan-Peugeot     | 81     | 3      | + 2 Runden  | 06    | 1:16,927 (76.)   |
| 12   | Mika Salo                | Tyrrell-Yamaha     | 80     | 2      | + 3 Runden  | 18    | 1:19,878 (69.)   |
| 13   | Pedro Lamy               | Minardi-Ford       | 80     | 2      | + 3 Runden  | 14    | 1:20,055 (04.)   |
| 14   | Ukyō Katayama            | Tyrrell-Yamaha     | 80     | 2      | + 3 Runden  | 17    | 1:19,574 (61.)   |
| 15   | Luca Badoer              | Minardi-Ford       | 80     | 2      | + 3 Runden  | 16    | 1:20,299 (77.)   |
| 16   | Roberto Moreno           | Forti-Ford         | 78     | 3      | + 5 Runden  | 22    | 1:22,102 (60.)   |
| 17   | Pedro Diniz              | Forti-Ford         | 77     | 3      | + 6 Runden  | 21    | 1:22,528 (32.)   |
| –    | Rubens Barrichello       | Jordan-Peugeot     | 67     | 2      | DNF         | 11    | 1:18,326 (43.)   |
| –    | Gianni Morbidelli        | Footwork-Hart      | 63     | 2      | DNF         | 19    | 1:19,975 (23.)   |
| –    | Taki Inoue               | Footwork-Hart      | 38     | 0      | DNF         | 20    | 1:21,503 (07.)   |
| –    | Andrea Montermini        | Pacific-Ford       | 14     | 0      | DNF         | 23    | 1:21,355 (04.)   |
| –    | Aguri Suzuki             | Ligier-Mugen-Honda | 10     | 0      | DNF         | 13    | 1:19,816 (03.)   |
| –    | Jean-Christophe Boullion | Sauber-Ford        | 7      | 0      | DNF         | 15    | 1:20,099 (06.)   |
| –    | Bertrand Gachot          | Pacific-Ford       | 2      | 0      | DNF         | 24    | 1:26,608 (02.)   |

## WM-Stände nach dem Rennen
Die ersten sechs Fahrer eines Rennens bekamen 10, 6, 4, 3, 2 und 1 Punkt(e).

### Fahrerwertung
| Pos. | Fahrer                   | Konstrukteur       | Punkte |
| ---- | ------------------------ | ------------------ | ------ |
| 01   | Michael Schumacher       | Benetton-Renault   | 92     |
| 02   | Damon Hill               | Williams-Renault   | 59     |
| 03   | David Coulthard          | Williams-Renault   | 49     |
| 04   | Jean Alesi               | Ferrari            | 42     |
| 05   | Johnny Herbert           | Benetton-Renault   | 41     |
| 06   | Gerhard Berger           | Ferrari            | 31     |
| 07   | Heinz-Harald Frentzen    | Sauber-Ford        | 15     |
| 08   | Mika Häkkinen            | McLaren-Mercedes   | 11     |
| 09   | Rubens Barrichello       | Jordan-Peugeot     | 11     |
| 10   | Mark Blundell            | McLaren-Mercedes   | 10     |
| 11   | Olivier Panis            | Ligier-Mugen-Honda | 8      |
| 12   | Martin Brundle           | Ligier-Mugen-Honda | 7      |
| 13   | Eddie Irvine             | Jordan-Peugeot     | 7      |
| 14   | Jean-Christophe Boullion | Sauber-Ford        | 3      |
| 15   | Mika Salo                | Tyrrell-Yamaha     | 2      |
| 16   | Aguri Suzuki             | Ligier-Mugen-Honda | 1      |
| 17   | Gianni Morbidelli        | Footwork-Hart      | 1      |
| 18   | Pierluigi Martini        | Minardi-Ford       | 0      |

| Pos. | Fahrer                 | Konstrukteur     | Punkte |
| ---- | ---------------------- | ---------------- | ------ |
| 19   | Ukyō Katayama          | Tyrrell-Yamaha   | 0      |
| 20   | Massimiliano Papis     | Footwork-Hart    | 0      |
| 21   | Luca Badoer            | Minardi-Ford     | 0      |
| 22   | Andrea Montermini      | Pacific-Ford     | 0      |
| 23   | Taki Inoue             | Footwork-Hart    | 0      |
| 24   | Pedro Lamy             | Minardi-Ford     | 0      |
| 25   | Pedro Diniz            | Forti-Ford       | 0      |
| 26   | Domenico Schiattarella | Simtek-Ford      | 0      |
| 27   | Nigel Mansell          | McLaren-Mercedes | 0      |
| 28   | Jan Magnussen          | McLaren-Mercedes | 0      |
| 29   | Bertrand Gachot        | Pacific-Ford     | 0      |
| 30   | Jos Verstappen         | Simtek-Ford      | 0      |
| 31   | Karl Wendlinger        | Sauber-Ford      | 0      |
| 32   | Roberto Moreno         | Forti-Ford       | 0      |
| 33   | Gabriele Tarquini      | Tyrrell-Yamaha   | 0      |
| 34   | Jean-Denis Delétraz    | Pacific-Ford     | 0      |
| –    | Giovanni Lavaggi       | Pacific-Ford     | 0      |

### Konstrukteurswertung
| Pos. | Konstrukteur       | Punkte |
| ---- | ------------------ | ------ |
| 01   | Benetton-Renault   | 123    |
| 02   | Williams-Renault   | 102    |
| 03   | Ferrari            | 73     |
| 04   | McLaren-Mercedes   | 21     |
| 05   | Sauber-Ford        | 18     |
| 06   | Jordan-Peugeot     | 18     |
| 07   | Ligier-Mugen-Honda | 16     |

| Pos. | Konstrukteur   | Punkte |
| ---- | -------------- | ------ |
| 08   | Tyrrell-Yamaha | 2      |
| 09   | Footwork-Hart  | 1      |
| 10   | Minardi-Ford   | 0      |
| 11   | Pacific-Ford   | 0      |
| 12   | Forti-Ford     | 0      |
| 13   | Simtek-Ford    | 0      |

Anmerkungen
1. 1 2  Benetton-Renault und Williams-Renault erhielten beim Großen Preis von Brasilien keine Konstrukteurspunkte (zehn bzw. sechs) wegen Verwendung nicht regelkonformen Treibstoffs.